# 河口微菌属
河口微菌属为丙酸杆菌科的一个属。该属的模式种为光阳河口微菌（Aestuariimicrobium kwangyangense）。

## 下属物种
本属包括以下物种：
- 光阳河口微菌 Aestuariimicrobium kwangyangense Jung et al. 2007
- 土壤河口微菌 Aestuariimicrobium soli Chen et al. 2018